# Joachim Peter Kastner
Peter Joachim Kastner (* 18. November 1947 in Dinslaken) ist ein deutscher Künstler, Bildhauer, Hochschullehrer und Autor. 

## Leben und Wirken
Kastner machte 1966 Abitur. Er schloss ein Studium der Bildhauerei an der Kunstakademie Düsseldorf bei Manfred Sieler und Erwin Heerich an. 1974 wurde er Meisterschüler von Heerich. 1979 promovierte Peter Kastner in Philosophie an der Universität Düsseldorf. Von 1980 bis 1998 betrieb er ein Atelier in Krefeld. 1987 wurde er habilitiert. 
Seit 1990 war Kastner Lehrbeauftragter an der Kunstakademie Düsseldorf, seit 1992 Visiting Artist am Edinburgh College of Art, seit 1998 gehören ihm Ateliers in Düsseldorf und Beckum.
Kastner ist seit 2006 Kurator für den Krefelder Kunstverein und verantwortlicher künstlerischer Berater der Skulpturensammlung Viersen. Er lebt in Beckum.

## Mitgliedschaften
- Deutscher Künstlerbund[2]

## Schüler
- Bettina Thierig
- Monika Otto

## Schriften
- Erwin Heerich Köln: König, 1991
- Die Beweglichkeit der Liebe, der Realismus in Schellings Idealismus 1979
- Die Skulpturen der Pohl’schen Schenkung in Viersen. 1989. ISBN 3-9805339-8-0
- mit R.L. Bunk: Mark di Suvero. „New Star“ in der Skulpturensammlung zu Viersen. Deutsch und Englisch. Viersen 1992. ISBN 3-9805339-9-9
- K. H. Hödicke. Plastik. Viersen 1994. ISBN 3-928298-06-2
- Anthony Cragg. „Wirbelsäule – the articulated column“ in der Skulpturensammlung Viersen. 1996. ISBN 3-9805339-0-5
- Wolfgang Nestler in der Skulpturensammlung Viersen. 1998. ISBN 3-9805339-1-3
- mit Werner Spies: Roberto Sebastian Antonio Matta Echaurren in der „Skulpturensammlung Viersen“. Viersen 2002. ISBN 3-9805339-5-6
- Günter Haese. Skulpturensammlung Viersen. Viersen 2007. ISBN 978-3-9808779-6-1